# 埃里克四世
犁地金王埃里克（丹麥語：Erik Plovpenning，約1216年—1250年8月10日），丹麥與文德人的國王。

## 生平
1218年，當埃里克四世的兄長瓦爾德馬被封為共治國王時，埃里克四世亦受封為石勒蘇益格公爵。1231年瓦爾德馬突然英年早逝，埃里克四世於1232年5月30日在隆德主教座堂加冕為共治國王及王儲，其後將石勒蘇益格公爵的爵位讓給弟弟艾貝爾。1241年3月28日，父親瓦爾德馬二世逝世，由埃里克四世繼承王位。埃里克四世的統治充斥著痛苦且長期的內戰，石勒蘇益格公爵艾貝爾受到荷爾斯泰因的伯爵們的支持企圖獨立，斯堪尼的農民亦因為重稅及犁地金而爆發叛亂，故埃里克四世獲得「犁地金王」的稱號。

### 在位時期
1242年，埃里克四世即位的翌年，埃里克四世便與石勒蘇益格公爵艾貝爾發生衝突，兩人的衝突直至1244年，共同計劃向愛沙尼亞發動十字軍東征為止。期間埃里克四世亦受到教會要求豁免其稅收，1245年教宗英諾森四世派遣教廷大使向埃里克四世及奧登斯的主教們進行調停，更以進行絕罰作為威脅。埃里克四世只好遷怒於羅斯基勒主教。羅斯基勒主教尼爾斯·斯蒂格森（Niels Stigsen）出逃，埃里克四世逐沒收包括西蘭島及哥本哈根等地的教會財產。英諾森四世主張回復主教和所屬教區的職務，但是爭議未能得到解決。尼爾斯·斯蒂格森於1249年死在克萊爾沃修道院，而教區的財產並沒有反還，直到1250埃里克四世去世。
1246年，埃里克四世企圖恢復父親瓦爾德馬二世在位時失去的土地，率領丹麥軍隊入侵荷爾斯泰因。而艾貝爾卻是前任荷爾斯泰因伯爵阿道夫四世的女婿，也是現任荷爾斯泰因-基爾伯爵約翰一世與荷爾斯泰因-伊策霍伯爵格哈特一世的姊夫及監護人，艾貝爾希望逼使兄長放棄此次入侵。翌年，艾貝爾在兩位弟弟洛蘭島及法爾斯特島領主克里斯托弗及布萊金厄公爵克努特與漢薩同盟城市呂貝克支持下，入侵日德蘭及菲因島並擄掠及焚燒蘭訥斯、里伯及奧登斯。同年，埃里克四世立即報復，重新佔據里伯和艾貝爾擁有的城市斯文堡。1247年，埃里克四世奪取在菲英島上的阿勒斯考城堡，以及將克里斯托弗和克努特俘虜。最後由他們的姊妹勃蘭登堡藩侯約翰一世夫人蘇菲亞的調停下達成和議，丹麥仍然牢牢地由埃里克四世統治。
1249年，斯堪尼的農民因為犁地金稅收而爆發暴亂，雖然最後在西蘭島的軍隊幫助下平定了，但是教會、艾貝爾及南部的德意志諸侯已連成一線，共同對抗埃里克四世。

### 駕崩
1249年，埃里克四世籌集軍隊東征，前去鞏固在愛沙尼亞的領土。當埃里克四世於1250年回程時，他帶領軍隊到達伦茨堡為避免德意志諸侯的進攻，及讓他們知道埃里克四世仍是國王，艾貝爾在石勒蘇益格的戈托爾夫城堡為埃里克四世提供住宿。當二人坐下來在大廳談話時，艾貝爾提醒埃里克四世在即位初年曾攻打此地，對他說：「你可曾記得在幾年前你的人蹂躪此城市，我的女兒為了逃命連鞋也沒穿上。」埃里克四世回答說：「足夠了，我會送她一雙鞋子。」傍晚，埃里克四世與一名德意志戰士賭博，石勒蘇益格公爵的管家萊夫·吉蒙臣（Lave Gudmundsen）帶領着一群人士衝進來並俘虜國王。眾人將埃里克四世捆住並且拖出門外，下到一艘船上，撐船出施萊灣。跟着有第二艘船接應。當埃里克四世聽到他的死敵萊夫·吉蒙臣的聲音，他意識到他將會被殺害。埃里克四世要求讓牧師聽其最後一次的懺悔，同謀者同意了他的請求。埃里克四世被送回岸上，牧師被帶到埃里克四世面前聽取其懺悔，後他又被送回到了海灣。其中一個綁架者的用斧頭擊殺了埃里克四世。埃里克四世被斬首，其大體被放入施萊灣。第二天凌晨，兩位漁民的用網將埃里克四世無頭的屍體打撈起來。他們將屍體送到石勒蘇益格的道明會修道院。埃里克四世的屍體於1258年被其弟克里斯托弗一世轉移到聖本特教堂。
埃里克四世死後沒有男嗣，其弟艾貝爾繼承王位。艾貝爾在繼承王位前與24名貴族發出著名的誓言（丹麥語：dobbelt tolvter-ed），以澄清與弒殺埃里克四世無關。

## 家庭
- 薩克森的尤塔（英语：Jutta of Saxony）（約1223-1267）：1239年結婚，薩克森公爵阿爾布雷希特一世之女
  - 索菲亞（英语：Sophia of Denmark）（1241-1286）：瑞典國王瓦爾德瑪王后
  - 克努特（1242）
  - 英格堡（英语：Ingeborg of Denmark, Queen of Norway）（1244-1287）：挪威國王馬格努斯六世王后（英语：List of Norwegian consorts）
    - 埃里克二世（1268-1299）：挪威國王
    - 哈康五世（1270-1319）：挪威國王

  - 尤塔（英语：Jutta of Denmark）（1246-1284）：聖阿格尼斯修道院（英语：St. Agnes' Priory, Roskilde）長
  - 克里斯多福（1247）
  - 阿格尼斯（英语：Agnes of Denmark）（1249-1290後）：聖阿格尼斯修道院長